# مدیریت خطر اقلیمی
مدیریت خطر اقلیمی یا مدیریت خطر آب‌وهوایی (به انگلیسی: Climate risk management)، اصطلاحی است که برای یک کار بزرگ و رو به رشد به کار می‌رود، و شامل بسیاری دیگر از بخش‌های سازگاری با تغییرات آب و هوایی، مدیریت بحران، بخشهای توسعه و بسیاری دیگر می‌باشد.
همچنین یک ژورنال با نام CRM است که توسط السویر (توسط فهرست استناد علوم منتشر نشده (وبسایت دانش) و اسک‍پوس - فهرست و منتشر نشده‌است) منتشر شده‌است.

## تعریف
مدیریت ریسک آب و هوا یک اصطلاح عمومی است که به رویکرد تصمیم‌گیری حساس به آب و هوا اشاره دارد. این رویکرد به دنبال ارتقاء توسعه پایدار از طریق کاهش آسیب‌پذیری ناشی از خطر آب و هوا است. CRM شامل استراتژی‌هایی است که با هدف به حداکثر رساندن نتایج مثبت و به حداقل رساندن نتایج منفی برای جوامع در زمینه‌هایی مانند کشاورزی، امنیت غذایی، منابع آب و بهداشت انجام می‌شود.
مدیریت ریسک آب و هوا طیف گسترده‌ای از اقدامات بالقوه را در بر می‌گیرد، از جمله: سیستم‌های واکنش سریع، تنوع استراتژیک، قوانین پویای تخصیص منابع، ابزارهای مالی، طراحی زیرساخت‌ها و ایجاد ظرفیت. اما علاوه بر جلوگیری از پیامدهای منفی، یک استراتژی مدیریت ریسک جو نیز به حداکثر رساندن فرصت‌ها در بخش‌های اقتصادی حساس به آب و هوا - به عنوان مثال، کشاورزانی که از پیش‌بینی‌های فصلی مطلوب برای حداکثر بهره‌وری محصولات زراعی خود استفاده می‌کنند.

## کنفرانس‌ها و کارگاه‌های مهم بین‌المللی

### کنوانسیون چارچوب سازمان ملل متحد در مورد تغییرات آب و هوا
کنوانسیون چارچوب سازمان ملل متحد در مورد تغییرات آب و هوا شامل مذاکرات بین نمایندگان در چارچوب تغییرات آب و هوایی است. مرکز بحث در زمینه کاهش، سازگاری، توسعه و انتقال فناوری و منابع مالی و سرمایه‌گذاری.

### سازمان جهانی هواشناسی - زندگی با آب و هوا
کنفرانس زندگی با آب و هوا با همکاری سازمان هواشناسی جهانی، موسسه زمین و انستیتوی هواشناسی فنلاند در ژوئیه ۲۰۰۶ برگزار شد. این جلسه برای بررسی فرصت‌ها و محدودیت‌ها در ادغام خطرات آب و هوا و عدم قطعیت در تصمیم‌گیری طراحی شده‌است. نتیجه مهم بیانیه اسپو بود.

## بیشتر خواندن
- بانک جهانی- مدیریت خطر آب و هوا: ادغام سازگاری در عملیات گروه بانک جهانی
- مدیریت خطر آب و هوا در آفریقا: آموزش از تمرین
- مطالعات موردی نقاط مهم حوادث طبیعی
- Bridge over Water Probled: پیوند دادن به تغییرات آب و هوا و OECD
- Come Rain or Shine: ادغام مدیریت خطر آب و هوا در عملیات بانک توسعه آفریقا[پیوند مرده]